# Xã Nelson, Quận Lee, Illinois
Xã Nelson (tiếng Anh: Nelson Township) là một xã thuộc quận Lee, tiểu bang Illinois, Hoa Kỳ. Năm 2010, dân số của xã này là 874 người.